# Zalana
Zalana (/ˈʣalana/, in corso Zalana /ˈʣalana/) è un comune francese di 153 abitanti situato nel dipartimento dell'Alta Corsica nella regione della Corsica.
Zalana è un comune italiano sparso formato da sei centri abitati: L'Aghjale, U Pianellu, A Costarella, A Belfasca (con la chiesa parrocchiale dell'Annunziata), U Vignale, Santa Maria (con la cappella Santa Maria).

## Società

### Evoluzione demografica
Abitanti censiti